# 프레더릭 바틀릿
프레더릭 찰스 바틀릿 경(Sir Frederic Charles Bartlett, CBE, FRS, 1886년 10월 20일 ~ 1969년 9월 30일)은 영국의 심리학자로, 케임브리지 대학교의 첫 실험심리학 교수였다.
바틀릿은 인지심리학의 선구자로 사회심리학 분야의 것이 되는 인지심리학에 대부분의 연구를 할애하였지만 인류학, 윤리, 철학, 그리고 사회학에도 관심을 보였다. 그는 자랑스럽게 스스로를 '케임브리지 심리학자'로 언급하였다. 왜냐하면 케임브리지 대학교에서 근무할 때 심리학의 한 분파를 형성하는 것이 불가피한 것이었기 때문이었다.

## 상훈
- 1941년 대영 제국 훈장 3등급(CBE) 수훈[1]
- 1948년 기사작위(Knight Bachelor) 서임[2]
- 1952년 로열 메달